# Аллазио, Федерико
Федерико Аллазио (итал. Federico Allasio; 30 мая 1914, Турин — 27 мая 1987) — итальянский футболист и футбольный тренер.

## Биография
Уроженец Турина, Аллазио начал свою профессиональную карьеру в 1932 году в местном клубе «Торино». В сезоне 1935/36 вместе с клубом стал обладателем Кубка Италии. В 1941 году перешёл в «Дженоа».
В сезоне 1946/47 Аллазио был играющим тренером клуба Серии В «Судзара». После окончания сезона, продолжил тренерскую карьеру в других итальянских клубах. Возглавлял «Дженоа», «Луккезе», «Бари», «Кальяри», «Лацио», «Верону», «Торино», «Болонью», «Алессандрию» и «Трани».

## Достижения
«Торино»
- Обладатель Кубка Италии: 1935/36

## Личная жизнь
Дочь Мариза Аллазио (р. 1936) — известная итальянская актриса. Она вышла замуж за графа Пьера Франческо Кальви ди Берголо, сына Иоланды Савойской и внука короля Италии Виктора Эммануила III. Внуки:
- Карло-Джорджио Кальви ди Берголо (р. 1959)
- Анда Кальви ди Берголо (р. 1962)